# Edward Falkowski
Edward Doliwa-Falkowski (ur. 12 czerwca?/25 czerwca 1913 w Twerze, zm. 16 kwietnia 1998 w Brwinowie) – polski fotografik.

## Życiorys
Ukończył studia w Szkole Głównej Gospodarstwa Wiejskiego w Warszawie. Do wybuchu II wojny światowej fotografował amatorsko. We wrześniu 1939 jak wachmistrz walczył w szeregach Grupy Operacyjnej Kawalerii dowodzonej przez gen. Władysława Andresa. Po nieudanej próbie przedarcia się ku granicy węgierskiej, pod Zamościem dostał się do niewoli niemieckiej. Uciekł wyskakując z jadącego pociągu jenieckiego i przedostał się do Warszawy. 
Podczas okupacji niemieckiej imał się różnych zajęć – pracował na budowie, śpiewał w kawiarni, roznosił węgiel, w końcu trafił do sklepu fotograficznego Jerzego (Georga) Peschta przy ulicy Brackiej 18, a następnie otworzył własny na ulicy Szpitalnej. Z polecenia Stefana Grota Roweckiego wykonywał duplikaty zdjęć Niemców, świadczące o popełnianych przez nich zbrodniach. Laboratorium wraz ze sprzętem i archiwum, trafione bombą w sierpniu 1944, uległo całkowitemu zniszczeniu. Po powstaniu warszawskim wraz z synem został wywieziony do Starachowic, skąd pieszo przedostał się do Częstochowy, gdzie mieszkała jego rodzina (szwagier). 
W lutym 1945 na zlecenie Biura Odbudowy Stolicy wykonał fotografie zniszczeń Warszawy, które wraz z pracami Zofii Chomętowskiej stanowiły trzon wystawy Warszawa oskarża (1945). Była to pierwsza wystawa pokazywana w powojennej Polsce i za granicą. Po powrocie do Warszawy zamieszkał w domu teściów przy ulicy Hożej 72. Przez kilka lat prowadził sklep fotograficzny przy ulicy Śniadeckich 18. Wspólnie z Janem Bułhakiem, Marianem Dederką, Zbigniewem Pękosławskim i Jerzym Benedyktem Dorysem w roku 1946 powołał Związek Polskich Artystów Fotografików, w którym kierował sekcją fotografii krajoznawczej. 
Ze względu na „niewłaściwe pochodzenie klasowe” przez wiele lat szykanowany, mimo jednoczesnego wykorzystywania jego prac do publikacji. W roku 1954 w ramach serii: "Biblioteka Fotoamatora" wydał podręcznik Fotografia krajoznawcza. Publikował na łamach czasopism, m.in. "Płomyk", "Płomyczek", "Przyjaciółka". Oprócz tego fotografie Falkowskiego opublikowano w dwóch popularnych albumach: Warszawskie Konfrontacje (Sport i Turystyka, 1968), oraz Warszawiacy (Interpress, 1970, z tekstem Olgierda Budrewicza). 
W roku 1989 swoje archiwum obejmujące ok. 50 tys. negatywów podarował Centrum Fotografii Krajoznawczej PTTK im. Waldemara Dońca w Łodzi.